# Michael Rother
Michael Rother, född 2 september 1950 i Hamburg, är en tysk musiker.
Rother är mest känd som grundare av bandet NEU! (1971–1975) tillsammans med Klaus Dinger. Rother spelade också i Harmonia (1973–1976) som även samarbetade med Brian Eno, och med Kraftwerk (1971) under en kort period. Han var också med och producerade skivan Zuckerzeit (1974) för Cluster.
Idag arbetar han solo, och i maj 2004 släppte han sitt nionde soloalbum. Han har även gjort konserter med Dieter Moebius under 2005.